# Eretmapodites jani
Eretmapodites jani is een muggensoort uit de familie van de steekmuggen (Culicidae). De wetenschappelijke naam van de soort is voor het eerst geldig gepubliceerd in 1976 door Rickenbach & Lombrici.